# Хронологія рекордів України в приміщенні з бігу на 3000 метрів з перешкодами серед чоловіків
Рекорди України з бігу на 3000 метрів з перешкодами в приміщенні визнаються Федерацією легкої атлетики України з-поміж результатів, які показали українські легкоатлети на відповідній дистанції на біговій доріжці в приміщенні, за умови дотримання встановлених вимог.

## Хронологія рекордів
Рекорди УРСР з бігу на 3000 метрів з перешкодами в приміщенні почали фіксуватись з 1987. На той момент найкращим результатом українців був та продовжує залишатися неперевершеним час, який показав Олександр Загоруйко у 1982 році.
|                                        | Час     | Атлет                       | Місто змагань | Дата змагань | Примітки | Відео |
| -------------------------------------- | ------- | --------------------------- | ------------- | ------------ | -------- | ----- |
| 1                                      | 8.17,46 | Олександр Загоруйко Вінниця | Москва        | 20.02.1982   |          |       |
|                                        |         |                             |               |              |          |       |
| 43 роки, 36 днів від дати встановлення |         |                             |               |              |          |       |